# 迈克尔·诺曼
迈克尔·诺曼（英語：Michael Norman，1997年12月3日—）是美國男子田徑運動員，2016年美國青年室外田徑錦標賽200公尺冠軍。2016年7月美國室外田徑錦標賽，時為高中生的諾曼在200公尺半決賽跑出20.21秒（W：-1.1）排在小組第一，闖進決賽。

## 外部連結
- 迈克尔·诺曼在的頁面
- 迈克尔·诺曼的X（前Twitter）
- 迈克尔·诺曼的Instagram帳戶